# Radio Spin
Radio Spin je česká soukromá rozhlasová stanice. Začala vysílat 1. ledna 2007 na frekvenci po Radiu Twist. Zaměřuje se na hudbu z žánrů hip hop, rap, R&B nebo dance.

## Historie
Radio Spin původně vysílalo pouze v Praze na frekvenci 96,2 MHz. 1. dubna 2022, na své 15. narozeniny, obsadilo 8 kmitočtů, na kterých do 31. března 2022 vysílalo Signál rádio.

## Moderátoři
- Roman Blinka
- Eliz Mráz
- Júlia Kamhalová
- Jirka Vlach
- Dom Musil
- Angee Dočekalová
- Poeta
- Káča
- Tomáš Kučera
- Martin Melicher
- Karolína Gaislerová
- Petr Krejčíř

### Bývalí moderátoři
Moderátor Daniel Ferenc z rádia odešel poté, co byl po zdravotních problémech nahrazen.

## Vysílače
Radio Spin je šířeno z následujících FM a DAB+ vysílačů:
| Vysílač          | Kmitočet  | Výkon (ERP) | Polarizace |
| ---------------- | --------- | ----------- | ---------- |
| Karlovy Vary     | 87,8 MHz  | 0,2 kW      | vertikální |
| Chotěboř         | 89,0 MHz  | 0,1 kW      | vertikální |
| Liberec          | 94,1 MHz  | 0,2 kW      | vertikální |
| Plzeň            | 94,9 MHz  | 0,1 kW      | vertikální |
| Praha            | 96,2 MHz  | 1 kW        | vertikální |
| Jihlava          | 96,2 MHz  | 0,05 kW     | vertikální |
| Hradec Králové   | 104,1 MHz | 0,2 kW      | vertikální |
| České Budějovice | 106,8 MHz | 0,05 kW     | vertikální |
| Tábor            | 107,8 MHz | 0,1 kW      | vertikální |

| Vysílač                          | Kanál | Kmitočet    | Výkon (ERP) | Polarizace |
| -------------------------------- | ----- | ----------- | ----------- | ---------- |
| Benešov – Lbosín                 | 7C    | 192,352 MHz | 1 kW        | vertikální |
| Praha – stadion Evžena Rošického | 7C    | 192,352 MHz | 1 kW        | vertikální |